# Stephens Salient Six

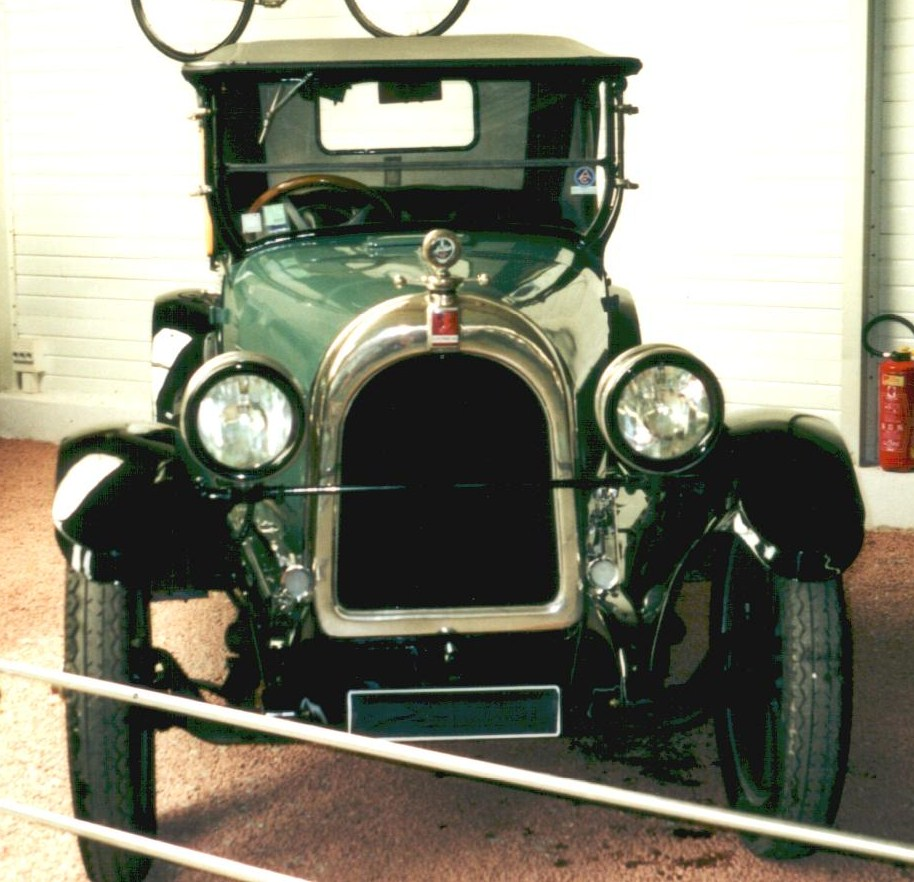
Stephens Salient Six

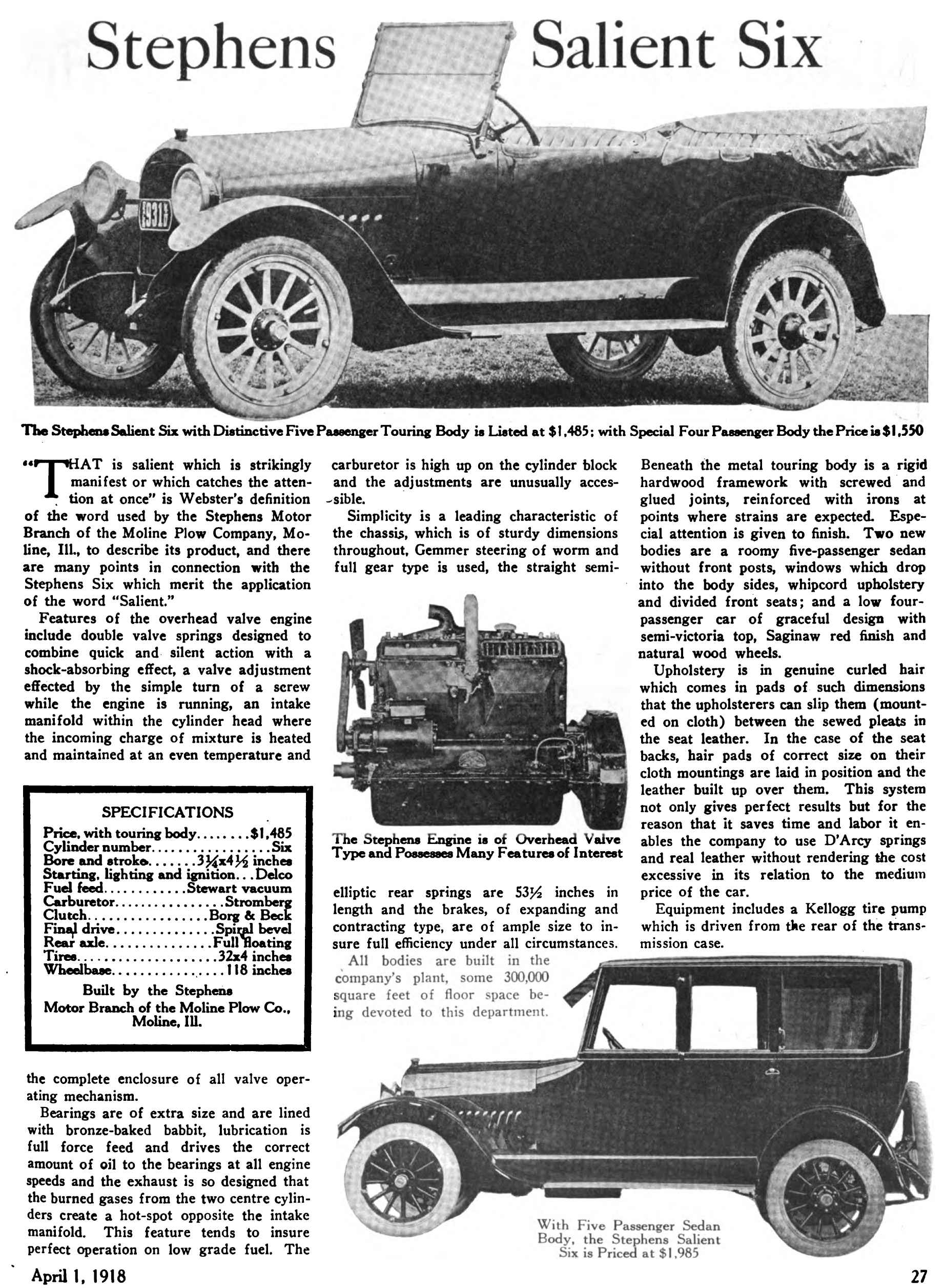
Beskrivning av Stephens Salient Six i tidskriften Horseless Age, 1918

Stephens Salient Six var en  amerikansk bilmodell som tillverkades av Moline Plow Company 1916-1924. 

## Historik
Den framväxande bilismen lockade många företag att satsa på bilproduktion och år 1916 köpte Moline Plow Company, som hittills tillverkat jordbruksredskap, och från 1915 också  traktorer, fabrikslokaler i Freeport, Illinois av en J.W Henney, som fram till dess tillverkat hästdragna vagnar.
Moline Plow Company grundade divisionen Stephens Motorworks, som skulle bygga bilar i de nyinköpta lokalerna. Försäljningen gick bra de första åren, men efter år 1920, som var det bästa produktionsåret med 7 000 bilar, började det gå utför och produktionen upphörde 1924. Moline Plow Company koncentrerade därefter sin tillverkning  
på jordbruksredskap.
Stephens Motorworks sålde efterr nedläggningen de tomma fabrikslokalerna i Freeport till den ursprunglige ägarens son som fortsatte med att tillverka likbilar.
Willys-Overland & Co köpte 1919 aktiemajoriteten i Stephens Motorworks, men sålde denna, när kunderna började svika.

## Tillverkning
Stephens påminner till sin konstruktion om en "mässingbil" från 1910-talet och den tillverkades i stort sett oförändrad under sina åtta år. Karossen byggdes för hand av bilbyggare, varav många var invandrade svenskar. 
Bilarna lackerades för hand med upp till 21 färglager. Lacken penslades på horisontellt, torkade och slipades jämn. Nästa lager penslades på vertikalt för att sedan torka och jämnslipas. De horisontella och vertikala lagren lades på växelvis till önskat resultat. Lackeringsproceduren med allt underarbete inräknat tog en månad och därför blev det ingen billig bil. Allt som allt tillverkades runt 25 000 exemplar och Stephens kom aldrig att göra något större avtryck i bilhistorian. 
Enligt en samtida försäljningsbroschyr levererades bilen med hastighetsmätare, ringhållare, reservfälg, domkraft, motordriven ringpump, sladdlampa, motometer, samt i framdörrarna fack med verktygsuppsättning och toalettsaker.
Motorerna tillverkades i närbelägna staden Moline. Den så kallade Molinemotorn är en rak toppventilsexa på 3,7 liter som ger 57 hk. Ventilerna som sitter dolda längst in på motorns högra sida kan inte nås med bladmått och justeringen sker ovanifrån under gång utan att ventilluckorna avlägsnas. Justerskruvarna skruvas helt enkelt ner tills motorn haltar och lossas sedan ungefär ¼ varv. En van mekaniker lyssnar sig till rätt ventilspel. I staden Moline, i delstaten Illinois, tillverkades även Moline Knight och Velie. Dessa märken är idag, liksom Stephens, bortglömda.
Stephensbilen fanns i olika utföranden där sista siffran i modellnumret angav totala antalet personer som rymdes. Modell 82 var av roadstermodell och tog endast två personer inklusive föraren. Sedan fanns bland annat modellerna 84,85 och 86. Modell 86 som var den största hade extra säten och rymde hela sex personer inklusive föraren. 
Originalfärgen var Stephens Blue. Skärmar, kylare och sidoplåtar mellan kaross och fotsteg var svartlackerade. Bilen kunde även, som tillval, fås med karossen lackerad i Saginaw Red. 
År 1922 gjordes några mindre förändringar. De gamla skärmarna med kant ersattes med helpressade, burklyktor infördes och torpeden fick en lucka för ventilation. Första siffran i modellnumret ersattes nu med en 9. Model 82 blev nu 92 osv. Dessa små förändringar hjälpte föga och försäljningssiffrorna fortsatte att dala.

## Stephens Salient Six i Sverige
I Sverige finns en Stephens Salient Six modell 86 bevarad. Återförsäljare av modellen i Sverige var Richard F. Björkmans Motor AB, Styrmansgatan 19 i Stockholm, som också sålde Overland. Nypriset för en Stephens Salient Six var år 1920 18500 kr. För denna summa fick man nästan fyra stycken nya T-Fordar. 
Några data för 1920 Stephens Salient Six modell 86:
- Antal cylindrar: 6
- Toppventiler
- Cylindervolym: 3,7 liter.
- Effekt: 57 hk
- Tändföljd: 142635
- Strålkastare av märke Guide Lamp & Co. Halvljus i dagens mening saknas. Ljusreglering sker med avbländningsmotstånd.
- Förgasare: Av horisontaltyp Tillotson eller Stromberg.
- Växellåda: 3 växlad osynkroniserad med backväxel
- Koppling av märke Borg&Beck med torrlameller
- Fjädring: Halvelliptisk
- Bromsar: Endast på bakhjulen
- Toppfart: 100 km/h
- Karosseri: Öppet eller täckt.
- Trästomme: Av Ask med invändiga förstärkningar av vinkeljärn
- Hjulbas: 3,1 meter
- Spårvidd: 1,42 meter
- Vikt: 1350 kg
- Bakaxel av banjotyp från StanPar eller Timken
- Hjul: Av artillerityp med avtagbara fälgar typ ”split rim”. Lösa hjulklammer av märke Stanweld
- Däck: 33 x 4,5 på 24” fälgar
- Antal passagerare: 5
- Originalfärgen var Stephens Blue men bilen kunde som tillval fås i Saginaw Red